# 강계군
강계군(江界郡)은 평안북도(자강도)에 있던 군이다. 군청은 현재의 강계시 지역에 있었다. 해방 당시의 면적은 5,403.63km2이었다. 당시의 군역은 현재의 강계시·만포시·시중군·장강군·전천군·성간군·룡림군에 해당된다.

## 연혁
- 고조선 고구려 발해 여진의 영역을 거쳐, 14세기 후반에 고려의 통치하에 들어갔다. 조선 시대에는 북방 방위의 요충지로서 기능했다.
- 1361년(공민왕 10년) : 독로강만호
- 1369년 : 강계만호부를 두고, 진변·진성·진안·진령의 4군이 설치되었다.
- 1401년 : 석주(石州)고 개칭했다.
- 1403년 : 강계부로 고쳤다.
- 1413년 : 강계도호부로 승격했다.
- 1455년 : 사군 중 여연군, 무창군, 우예군이 폐지되어 편입되었다.
- 1459년 : 사군 중 마지막으로 자성군이 폐지되어 편입되었다.
- 1869년 : 자성군(옛 여연군, 우예군 지역 포함), 후창군이 설치되어 옛 사군 지역이 분리되었다.
- 1895년 : 23부제가 시행되자 강계부는 강계, 자성, 후창, 위원, 초산, 장진의 6군을 관할하게 되었다.
- 1896년 : 평안북도 강계군이 되었다.
- 1931년 4월 1일 : 강계면이 강계읍으로 승격하였다.[1]